# Я заплачу завтра
«Я заплачу завтра» (рос. «Я заплАчу завтра») — російськомовний міні-серіал 2019 року знятий в Україні. Телесеріал створено продакшн-компанією «Фільмстрім» та «Vileton Films» на замовлення телеканалу «Україна». Режисером виступив Микола Михайлов.
Прем'єра телесеріалу в Україні відбулася 24 березня 2019 року на телеканалі ТРК Україна. Прем'єра в Росії очікується в 2020 році.

## Сюжет
У фільмі розповідається про Олену, яка через безгрошів'я та відсутність житла повертається до колись рідного міста. Але й тут проблеми не полишають її. У неї не складається з роботою. Її син Максим, вважає, що вона померла. А всі решта переконані, що вона вбила свого чоловіка.
В такій ситуації Олена говорить собі: «Я запл́ачу завтра!». Потрібно йти вперед і не зупинятись, бо на сльози немає часу. Багато в чому підтримує дільничний Ігор. Олені потрібно розібратися, хто насправді винен у смерті її чоловіка. Вона підозрює спільного друга Денис, що колись був у неї закоханий. До того ж, у міській лікарні відбуваються дивні події. Олена та Ігор спільно намагаються розібратися в цій складній справі та ще в одному злочині. Підозри падають і на Аріну – дружина Дениса та колишню подругу Олени.
На кону не лише чесне ім'я Олени, а й життя Максима.

## У ролях
- Ганна Тараторкіна — Олена (головна роль)
- Ксенія Ніколаєва — Зоя
- Олексій Смолка — Зискін
- Данило Дунаєв — Белянін
- Артем Позняк — Денис
- Мирослава Філіпович — Наталія
- Наталія Бардо — Аріна
- Владислав Мамчур — Юдніков
- Олександр Крижанівський — суддя
- Юрій Гребельник — Шаталов

## Зйомки
Телесеріал знімався в Києві та Київській області.